# Mère Meera
Pour Mirra Alfassa, partenaire de Sri Aurobindo, voir Mirra Alfassa.
 (mars 2019).
Si vous disposez d'ouvrages ou d'articles de référence ou si vous connaissez des sites web de qualité traitant du thème abordé ici, merci de compléter l'article en donnant les références utiles à sa vérifiabilité et en les liant à la section « Notes et références ».
De nationalité indienne, Mère Meera, née Kamala Reddy (le 26 décembre, 1960 en Inde) réside en Allemagne et doit sa popularité au fait qu'elle est considérée par ses disciples comme un avatar de la Mère Divine[Quoi ?] et au fait qu'Aurobindo et Mirra Alfassa « poursuivraient leur œuvre à travers elle ». Elle organise des Darshans silencieux en Allemagne et d'autres pays. 

## Biographie
En 1974, Reddy la conduisit à l'Ashram de Sri Aurobindo à Pondichéry en Inde où il résidait. Dans ce lieu, Meera rencontra des Occidentaux et commença à donner son Darshan (littéralement vision dans un contexte spirituel). En 1979, elle fut invitée à faire des dévotions au Canada, où elle se rendit plusieurs fois. Durant cette période, la santé de M.Reddy se détériora.
En 1981, elle fit son premier voyage en Allemagne de l'Ouest où elle se rendit avec M.Reddy et une amie proche, Adilakshmi. Ils s'y s'installèrent durant un an. Meera s'y maria en 1982 avec un Allemand. 
M. Reddy mourut en 1985 et fut incinéré dans un cimetière local à Dornburg-Thalheim, Hesse. 
Actuellement[Depuis quand ?] elle donne ses Darshan à Schloss Schaumburg à Balduinstein, une petite ville d'Allemagne. Elle se déplace ponctuellement en France pour donner également son Darshan.

## Activités
Elle accepte les dons, mais ne donne aucune conférence.
Elle dit dans son livre Réponses, Part I, « Comme l'électricité, la Lumière est partout, mais une personne doit savoir comment l'activer. Je suis venue pour cela. »
Mère Meera n'appartient pas à une tradition particulière, bien qu'il y ait une certaine proximité avec les travaux de Sri Aurobindo et de  Mirra Alfassa qu'elle dit avoir rencontrés par l'intermédiaire de leur corps astral, quand elle fut enfant, en visitant leurs Samadhi. Depuis cet évènement, certains[Qui ?] la considèrent comme leur véritable héritière.

## Critiques
De 1974 à 1978, son oncle B.V Reddy, la présenta plusieurs fois à l'ashram d'Aurobindo, prétendant qu'elle était la réincarnation de la Mère et qu'elle devait poursuivre son œuvre, et donc prendre en charge les lieux. Mais la majorité des membres de l'ashram n'ont pas accordé de crédit à ses affirmations. 
Après s'être détaché de Mère Meera, l'écrivain et ancien disciple Andrew Harvey a écrit le livre The Sun at Midnight. Dans cet ouvrage, Harvey accuse Meera d'homophobie, affirmant qu'elle désapprouva son union avec un autre homme. Mark Matousek, un ancien compagnon de Harvey, déclare dans son livre Sex Death Enlightenment que cette accusation est « ridicule », puisqu'on leur aurait « servi le petit-déjeuner au lit » dans la maison de Mère Meera.
Lors de sa visite en France en 2007, des médias locaux ont été intrigués, parfois inquiets d'avoir affaire à une secte, tout en mentionnant que celle-ci ne « serait pas dangereuse » et décrivant un rassemblement durant lequel « les gens restent assis sur des chaises pendant environ trois heures » en silence.

### Textes
- Réponses, Tomes I & II - par Mother Meera.[réf. incomplète]

### Études sur Mère Meera
- Marc-Alain Descamps, Rencontres avec douze femmes remarquables, Alphée, 2006, p. 191-198.
- Adilakshmi, La Lumière de Mère Meera, L'or du temps, 1988,  (ISBN 2-904112-13-8)
- Claude-Gérard Sarrazin, Mère Meera ou le cetana-yoga, Mortagne, 1990, 251 p. (ISBN 978-2890740730).